# アマート・ロンコーニ
聖 アマート・ロンコーニ（イタリア語: Amato Ronconi、1225年頃 - 1292年5月8日）は、13世紀イタリアの慈善家で、フランシスコ会在俗会員。リミニにほど近いサルデーチョで生まれ、リミニに死去した。
1776年に教皇ピウス6世によって列福され、2014年11月23日に教皇フランシスコによって列聖された。

## 生涯
聖アマートは1225年頃 イタリアのサルデーチョ（現代ではエミリア＝ロマーニャ州リミニ県に属する）の裕福な家に生まれた。しかし非常に幼い時期に孤児になり、彼の兄の家で育てられた。
福音に従って生きるように神に呼ばれたように感じたが、彼は結婚しなくてはならない立場だったので、修道院には入らず、フランシスコ会在俗会の会員となった。その後、彼は一人になれる場所を探し、そこに逃げて、多くの人に非難されながらも隠者として生き始めた。
ある日、聖アマートの隠遁小屋が不可思議な光で光り輝き、天の歌声のようなものが聞こえてきた。その後彼は隠遁生活を止め、スペインのサンティアゴ・デ・コンポステーラや、著名な聖堂などへの巡礼の旅に出た。そして、貧しい人やけが人の世話をするようになり、リミニの近くにあるオルチャリ山 (Orciale) に病院をつくり、彼は看護師として生涯を送った。
彼が死去したのは1292年5月8日である
。